# 반동

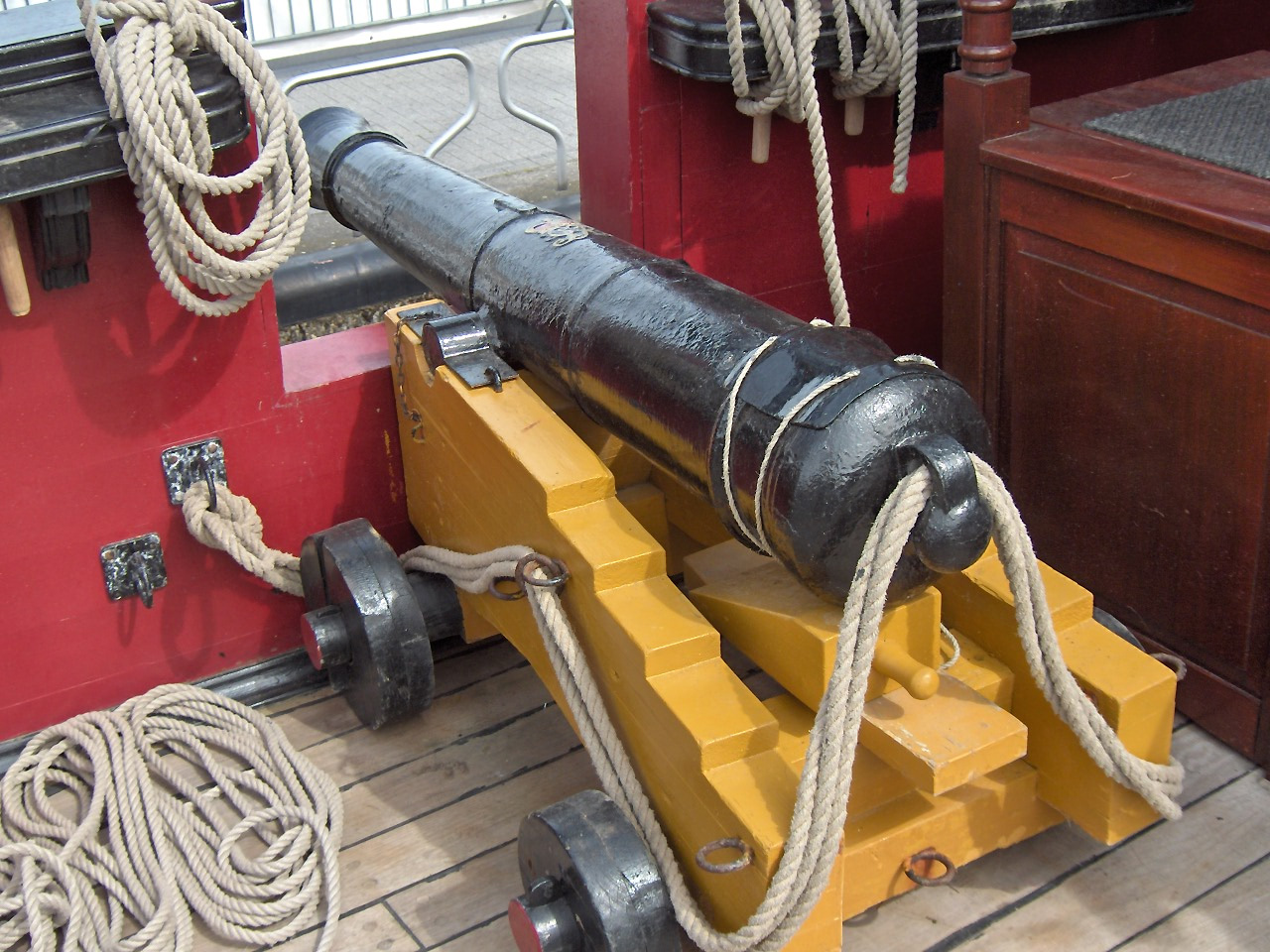
초기 해군 대포는 발사시 약간 뒤로 굴러가므로 강한 밧줄로 묶어야 한다.

반동(recoil. 종종 넉백(knockback), 킥백(kickback) 또는 간단히 킥(kick)이라고도 함) 또는 되튐은 총이 발사될 때 생성되는 후방 추력이다. 기술적인 측면에서 반동은 운동량 보존의 결과이다. 뉴턴의 제3법칙에 따르면 무언가를 가속하는 데 필요한 힘은 동일하지만 반대되는 반작용을 불러일으키며, 이는 발사체와 배기 가스(분사물. ejecta)에 의해 얻은 전진 운동량이, 총에 가해지는 동일하고 반대되는 운동량에 의해 수학적으로 균형을 이룰 것을 의미한다.

## 같이 보기
- 픽의 확산 법칙
- 순응도 (생리학)